# Москалёвка (Костанайская область)
Москалевка (каз. Москалев) — село в Аулиекольском районе Костанайской области Казахстана. Административный центр Москалевского сельского округа. Находится примерно в 54 км к западу от районного центра, села Аулиеколь. Код КАТО — 393641100.
По легенде, название населённого пункта происходит от фамилии землемера, присланного для нарезания земель для будущих сёл — Москалёва Тимофея Кондратьевича. Но историческое название происходит от переселенцев из Украины . Москалевка есть в Хмельницкой, Сумской, Харьковской и Тернопольской областях. Из какой области конкретно поселились переселенцы пока ещё невозможно выяснить.

## Аулиекольская порода КРС — гордость Москалевки
Аулиекольская порода КРС — гордость казахстанского мясного животноводства. Ее создание началось в 1962 году, когда была поставлена задача вывести такой вид КРС, который по продуктивности и качеству мяса не уступал бы лучшим мировым аналогам. На протяжении 30 лет в совхозе «Москалевский» Кустанайской области Казахской ССР велась работа по выведению породы.  
Для выведения использовались три основные породы: казахская белоголовая, абердин-ангус и шароле. Все вышеназванные породы подарили аулиекольской свои особенности, она сконцентрировала в себе самые сильные качества. От казахской белоголовой аулиеколи получили отличную приспособленность к природно-климатическим особенностям нашей страны. От шароле взяли высокую продолжительную энергию прироста мышечной массы и хорошие мясные формы. От ангуса — легкость отела, нежность, сочность и мраморность мяса.

## Население
В 1999 году население села составляло 1468 человек (742 мужчины и 726 женщин). По данным переписи 2009 года, в селе проживало 825 человек (411 мужчин и 414 женщин).

## Известные уроженцы, жители
- Владимир Александрович Гудковский (17 апреля 1937) — учёный в области хранения фруктов и овощей; доктор сельскохозяйственных наук, профессор, академик РАСХН, академик РАН. Председатель научно-технического совета города Мичуринска-наукограда РФ.
- Николай Константинович Куц (род.1936) — Советский и российский живописец, график и скульптор.
- Татьяна Дмитриевна Стрельцова (15 февраля 1953 — 17 ноября 2023) — советская и киргизская актриса, народная артистка Киргизии (1996 год).
- Иван Рафаилович Кун (11 августа 1929 г. — 16 марта 1984 г.) — советский учёный, кандидат экономических наук, профессор.
- Даниленко, Олег Владимирович (род. 1958) — казахстанский хозяйственный и общественный деятель.
- Бакытжамал Оспанова (род. 13.06.1962 г.) - директор Национальной библиотеки Республики Казахстан.
- Никифор Еремеевич Леонов (15 августа 1925 г. - 17 августа 1989 г.) — навалоотбойщик комбината «Карагандауголь», Герой Социалистического Труда.